# Kevin Padian
Kevin Padian (* 1951) je americký paleontolog, profesor na kalifornské univerzitě v Berkeley, kurátor paleontologických sbírek a prezident Národního střediska pro vědecké vzdělávání. Jeho hlavním zájmem je především evoluce obratlovců a konkrétněji původ letu a vznik ptáků z teropodních dinosaurů.
V roce 1980 získal Ph.D. na univerzitě v Yale, kde studoval evoluci letu u ptakoještěrů. Dnes je považován za jednoho z předních amerických popularizátorů vědy. Účastní se také některých kontroverzních debat s kreacionisty.